# Pooluvapatti
Pooluvapatti é uma panchayat (vila) no distrito de Coimbatore, no estado indiano de Tamil Nadu.

## Demografia
Segundo o censo de 2001,  Pooluvapatti  tinha uma população de 12,403 habitantes. Os indivíduos do sexo masculino constituem 50% da população e os do sexo feminino 50%. Pooluvapatti tem uma taxa de literacia de 60%, superior à média nacional de 59.5%: a literacia no sexo masculino é de 67% e no sexo feminino é de 53%. Em Pooluvapatti, 11% da população está abaixo dos 6 anos de idade.